# Ягендорф, Цви
Цви Ягендорф (ивр. צבי יגנדורף‎, род. 18 февраля 1936, Вена) — израильский писатель. Цви Ягендорфу вместе со своими родителями удалось бежать из Австрии в Соединённое Королевство в 1939 году. Он изучал английскую литературу в Оксфордском университете и эмигрировал в Израиль после его окончания в 1958 году. Ягендорф преподавал английскую литературу и театроведение в Еврейском университете в Иерусалиме. Он также выступал как актёр, театральный критик и переводчик, но широкой аудитории он стал известен как автор многочисленных рассказов и двух романов. Его вдохновлённый автобиографией дебютный роман 2001 года «Волчица и штрудельбейкеры» был номинирован на Букеровскую премию и премию Вингейта, а также был удостоен премии «Стрелец».
Действие его второго романа «Скоро: Потоп» происходит в Иерусалиме 1960-х годов.